# Psychoda moleva
Psychoda moleva är en tvåvingeart som beskrevs av Quate 1965. Psychoda moleva ingår i släktet Psychoda och familjen fjärilsmyggor. Inga underarter finns listade i Catalogue of Life.